# Naty Botero
Pour les articles homonymes, voir Botero.
Natalia Hernández Botero (Medellín, Antioquia, Colombie, 10 février 1980) mieux connue sous son nom de scène Naty Botero, est une chanteuse, actrice et femme d'affaires colombienne qui s'est aventurée dans la musique en 2006 avec son succès radiophonique Te Quiero Mucho,.
Elle est reconnue pour ses multiples nominations aux MTV EMA's, aux MTV Latin America Awards, aux Shock Music Awards et ses multiples collaborations avec des artistes nationaux et internationaux de renom. Actuellement, elle est leader dans la défense des communautés indigènes de la Sierra Nevada de Santa Marta en Colombie, avec sa fondation Coraje,.

## Carrière musicale

### Le début
Sa première incursion dans la musique a été par Felix Da Housecat, qui l'a invitée à chanter sur son album Devin Dazzle & the Neón Fever, participant à cinq chansons.
Elle décide de se lancer en solo en 2006 avec sa chanson Te Quiero Mucho, produite par Christian Castagno et publiée par Sony Music en Colombie et dans plusieurs pays d'Amérique latine et d'Europe.
En tant que réalisatrice (School of visual arts), elle a réalisé la vidéo Contacto, de son compatriote colombien Andrés Cabas, qui a remporté le prix Mucha Música de la meilleure vidéo pop. Son premier court métrage Little Death, a été primé au Brooklyn Film Festival à New York. En tant qu'actrice, elle a participé à plusieurs films et pièces de théâtre aux États-Unis. Naty a pris des cours d'art dramatique avec Susan Batson (Nicole Kidman, Tom Cruise) et a participé au film colombien Esto huele mal, où Fuego, une chanson incluse dans son premier album, faisait partie du film et de sa bande originale. Fuego a également fait partie de la bande originale du film américain Another Gay Movie.

### 2006 - 2009:Naty Botero
En 2006, elle est chargée d'ouvrir le concert de Gustavo Cerati à Bogotá (Gira Ahi Vamos) et est invitée à présenter et remettre le prix du meilleur artiste pop international décerné au chanteur britannique Robbie Williams, lors des MTV Latino Awards qui se tiennent au Mexique. Là, elle s'est fait connaître dans toute l'Amérique latine.
Te Quiero Mucho est la chanson qui l'a fait connaître dans le monde de la musique, avec laquelle elle s'est positionnée au numéro 1 sur les stations de radio en Colombie, Équateur, Venezuela, Pérou et dans plusieurs villes du Mexique.
Elle a été nommée pour les prix MTV Latino en tant que meilleure nouvelle artiste centrale, également pour les prix Shock et Ritmo Son Latino en 2007. Son deuxième single promotionnel: Dinosaurio, était l'une des 5 chansons les plus jouées en Colombie en 2007; son troisième single: Mío, était dans les 10 plus demandés par MTV Latino et HTV. Toutes ces chansons (12 au total) composent son premier album Naty Botero, présenté en direct au public le 12 septembre 2006.
Elle a participé à l'émission de télé-réalité Se busca intérprete de la chaîne RCN en Colombie, représentant et guidant la catégorie Rock-pop, par rapport à d'autres genres tels que vallenato, salsa, urbain et populaire.

### 2010 - 2011:Adicta
Fin 2009, Naty présente Esta noche es nuestra, le premier extrait de son deuxième album. Cette chanson a montré un côté plus latin d'elle en tant qu'auteur-compositeur-interprète, en collaboration avec le célèbre chanteur colombien Joe Arroyo. La vidéo de Esta noche es nuestra a été réalisée par Naty elle-même et filmée au château de Salgar à Barranquilla.
À partir de 2010 et indépendamment, Naty présente Adicta, son deuxième album studio, avec lequel elle est nommée pour les prix Shock 2010 en Colombie en tant que meilleure soliste Pop. Du même album viennent des chansons comme Tu amor me parte en dos et Niño loco, dont la vidéo tournée au Guatemala figurait parmi les dix plus demandées par le réseau MTV. Adicta, la chanson qui donne son nom à l'album, était le quatrième single de l'album et avait la participation de Tostao, chanteur du groupe Choc Quib Town, lauréat d'un Latin Grammy.
En 2011, Naty a sorti Knokeada, le cinquième single d'Adicta, dont la vidéo a été tournée à Mexico sous la direction d'Adrian Burns et a présenté la participation du célèbre acteur mexicain Miguel Rodarte.
Mucho Más est sorti fin 2011 en tant que sixième et dernier single d'Adicta.
La même année, la Colombienne, alors basée au Mexique, présente une nouvelle version du classique Amor de mis Amores (Que nadie sepa mi sufrir), avec lequel elle est invitée à participer au festival México Suena sur la Televisa. Elle a également réalisé une rotation élevée sur Ritmo Son Tv, Telehit et HTV et a commencé une tournée de concerts promotionnels à Mexico, Guadalajara, Puebla, Cancun et dans d'autres villes du pays aztèque.
Parallèlement à ses spectacles en tant que chanteuse, Naty s'est aventurée dans la scène DJ, se lançant dans sa tournée Naty Botero Dj Set, avec une salle comble dans les discothèques et les clubs de Miami, du Mexique, du Venezuela, de l'Équateur (11 villes) et de la Colombie, mélangeant les meilleurs de la musique actuelle et interprétant des versions spéciales en direct de leurs chansons.

### 2012:Manifiesto de AmoretSexo Que Sana
En 2012, elle a présenté Manifiesto de Amor, une chanson énergique, amusante et romantique qui présente une vidéo réalisée dans la Sierra Nevada de Santa Marta en Colombie, où Naty a commencé à développer le travail de sa fondation Coraje avec des enfants de communautés autochtones.
Cette chanson lui a valu une nomination aux MTV EMA's (MTV Europe) dans la catégorie meilleure artiste latino-américaine aux côtés de Juanes ainsi qu'aux prix Shock 2012 de la meilleure soliste féminine. Cette chanson est sortie en tant que premier single officiel de leur troisième album intitulé Coraje.
Dans le même temps, Naty a été invitée à participer à la bande originale du film Quién paga la cuenta ?, pour lequel elle a enregistré la chanson Malahiel avec l'auteur-compositeur-interprète hondurien Polache ; le thème et le film sont devenus un succès dans tout le Honduras, atteignant les premiers lieux de popularité.
À la fin de cette année, elle a présenté Sexo Que Sana, le deuxième single de son troisième album, une chanson qu'elle a interprétée avec la collaboration du rappeur de San Andres Jiggy Drama. La vidéo était la première partie de la Trilogía de la Reinvención, un projet visuel réalisé par Naty dans lequel elle, en tant que chanteuse et réalisatrice, a travaillé avec le DJ et producteur F3nix Castillo. Secrets et Volver a Volar faisaient également partie de cette trilogie visuelle.

### 2013:La PistaetCoraje
Au premier semestre 2013, Naty a participé à l'émission de téléréalité La Pista, créée par Caracol Televisión avec le groupe de danse A4 Urban, réussissant à se positionner comme l'un des 3 meilleurs groupes de la finale du programme.
Le 29 août, Naty Botero présentait en live Coraje, son troisième album studio, défini comme son album le plus intime, honnête et personnel, avec 20 chansons enregistrées entre le Mexique, la Colombie et les États-Unis, qui oscillent entre la cumbia électronique et la pop expérimentale (qui caractérise le son de Naty).
L'album a été présenté au public avec le troisième single Jálame el Pelo, une chanson entraînante qu'elle a composée avec le chanteur et compositeur colombien Julio Nava ; cet album comprend des collaborations avec des musiciens tels que Morenito de Fuego, Amandititita et Serko Fu du Mexique ainsi qu'avec La Bermúdez et Herencia de Timbiquí de Colombie.

### 2014:Coraje
En 2014, Naty a promu Rosa, qui est devenu le cinquième single promotionnel de Coraje, inspiré par l'icône de la mode Yves Saint Laurent. La vidéo, filmée dans la ville de Paris, est une célébration de la diversité, dans laquelle elle s'habille en homme et agit comme un modèle de traits androgynes ; "Nous pouvons tous être différents, cela nous rend uniques, forts et dignes d'exiger le respect", a déclaré la colombienne aux médias à propos de la vidéo de Rosa.
Cette même année, Naty présente à titre promotionnel le troisième single Femme Fatale avec le rappeur mexicain Morenito de Fuego et Take you on a plane feat. Savan, tourné au Guatemala, sous la direction de Giuseppe Badalamenti, qui invite la colombienne à participer en tant qu'une actrice dans le film Deus Ex Machina.
Elle a également été invitée par la chanteuse et actrice mexicaine Dulce María, à participer à la chanson Shots de amor, une chanson qu'ils ont enregistrée aux côtés du également mexicain Pambo, qui a été incluse dans Sin Fronteras, le deuxième album studio de l'ancien membre du RBD groupe.
Au second semestre 2014, Naty est devenue membre du jury de l'émission télévisée Baila Fanta sur Canal Caracol. Là, avec de grands représentants de la danse mondiale tels qu'Eddie Morales, elle a visité diverses écoles en Colombie à la recherche des meilleurs danseurs du pays.
En décembre, Botero sort le sixième single de l'album : Vino, en collaboration avec La Bermúdez, tourné au Mexique et inspiré de l'esthétique de Frida Kahlo. Les deux artistes entreprennent une tournée de spectacles à travers différentes villes du pays aztèque et de la Colombie.

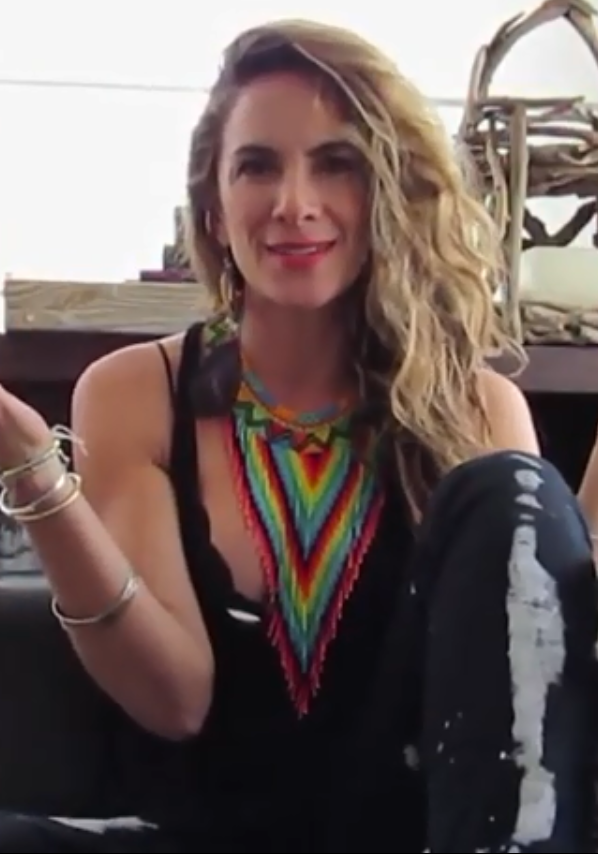
Naty Botero en 2017

### 2015:Coraje By Naty BoteroetSiempre Juntos
Naty Botero s'aventure dans l'industrie de la mode en présentant quelques semaines avant le début de l'année 2015 la première collection Coraje : By Naty Botero, dans le cadre de la Barranquilla Fashion Week. Des bikinis, des accessoires et des sacs à dos faits à la main, conçus par l'artiste colombienne avec les femmes de la Sierra Nevada de Santa Marta, près de l'endroit où vit maintenant Naty, ont été présentés sur le podium.
Les fonds obtenus grâce à la vente de ces articles ont été utilisés pour fournir des soins de santé, des soins dentaires et une éducation aux femmes et aux enfants de la région par le biais de la fondation Coraje, également dirigée par Naty.
Coraje By Naty Botero, qui a eu trois collections entre 2015 et 2016 : Coraje Shop, Diosa Guajira et Madre Tierra, est née comme une entreprise pour contribuer et autonomiser les femmes et les enfants de la Sierra Nevada de Santa Marta.
Les collections ont été présentées dans différents défilés tels que Ibagué, Maquila y Moda et Palmira Expomoda. Ils ont également fait partie du défilé FRIDA, de Betto Duran, avec un spectacle musical dans lequel elle a interprété ses tubes de Coraje,.
Dans la seconde moitié de 2015, Naty a sorti la ballade Siempre Juntos, en tant que septième single officiel de l'album Coraje, cette fois aux côtés du groupe colombien qui a remporté la mouette argentée au Festival de Viña del Mar : Herencia de Timbiquí. Siempre Juntos a fait ses débuts sur les panneaux d'affichage des ventes numériques et la vidéo a réalisé une rotation élevée sur différents canaux en Amérique latine.
Naty a été nommée pour les MTV Millennial Awards 2015, en tant que meilleure artiste de la Colombie de l'année, avec J. Balvin et d'autres représentants de la musique nationale ; cette fois, elle était la seule femme colombienne nommée.
Fin 2015, Naty est devenue mentor et jurée de l'émission de télé-réalité musicale Barena Karaoke Nights au Honduras ; là, il a participé activement en tant qu'image principale de la bière Barena, parcourant plusieurs villes à la recherche des meilleures voix de ce pays d'Amérique centrale.

## 10 ans de carrière artistique et construction deCasa Coraje

### 2016:Mi Esencia
L'année 2016 a commencé par la célébration des 10 ans de carrière de l'artiste colombienne, avec le soutien de Sony Music Mexique. Naty a présenté Mi Esencia, son premier album de compilation, qu'elle a présenté avec un concert en direct de la capitale mexicaine. L'album, distribué uniquement dans le pays aztèque, contient des chansons de ses trois albums studio (Naty Botero-2006, Adicta-2009 et Coraje-2013).
Mi Esencia propose 2 titres inédits : Cielo et Quiéreme, avec la participation de Maite Hontelé. Certains des duos les plus renommés de Naty sont également inclus, tels que Esta noche es nuestra avec Joe Arroyo, Siempre Juntos avec Herencia de Timbiquí, Vino avec La Bermúdez, et avec des représentants mexicains tels que Morenito de Fuego, qui a participé à Femme Fatale, et Amandititita, avec participation à La Lengua, qui est devenu le huitième single de Botero.
Poursuivant sa facette de femme d'affaires, Naty a construit son propre hôtel à Palomino, près de la Sierra Nevada de Santa Marta : Casa Coraje, une maison de plage où le yoga, la musique et l'amour de la nature sont les protagonistes.
Naty a également participé en tant que jury à la deuxième saison des Barena Karaoke Nights au Honduras, partageant le rôle de mentor aux côtés de diverses personnalités telles que JenCarlos Canela, Joey Montana et Los Bohemios, avec qui elle a participé à une nouvelle chanson : Me muero por volver, ce qui a atteint une grande popularité dans ce pays.
La Colombienne a célébré ses 10 ans de carrière artistique avec une tournée de spectacles acoustiques au Mexique (Guadalajara, Mexico, Cancun, Puebla), au Honduras (San Pedro Sula, Tegucigalpa), aux États-Unis (Miami, Los Angeles et Burning Man à Reno, Nevada) et la Colombie, qui s'est terminée par un concert à Bogotá en novembre.
Lors de la foire d'art de Barcú, Naty a présenté la vidéo officielle de Coraje, filmée au festival Burning Man et qui était le neuvième et dernier single de l'ère Coraje, dont 9 singles et 12 vidéos sont sortis au total.

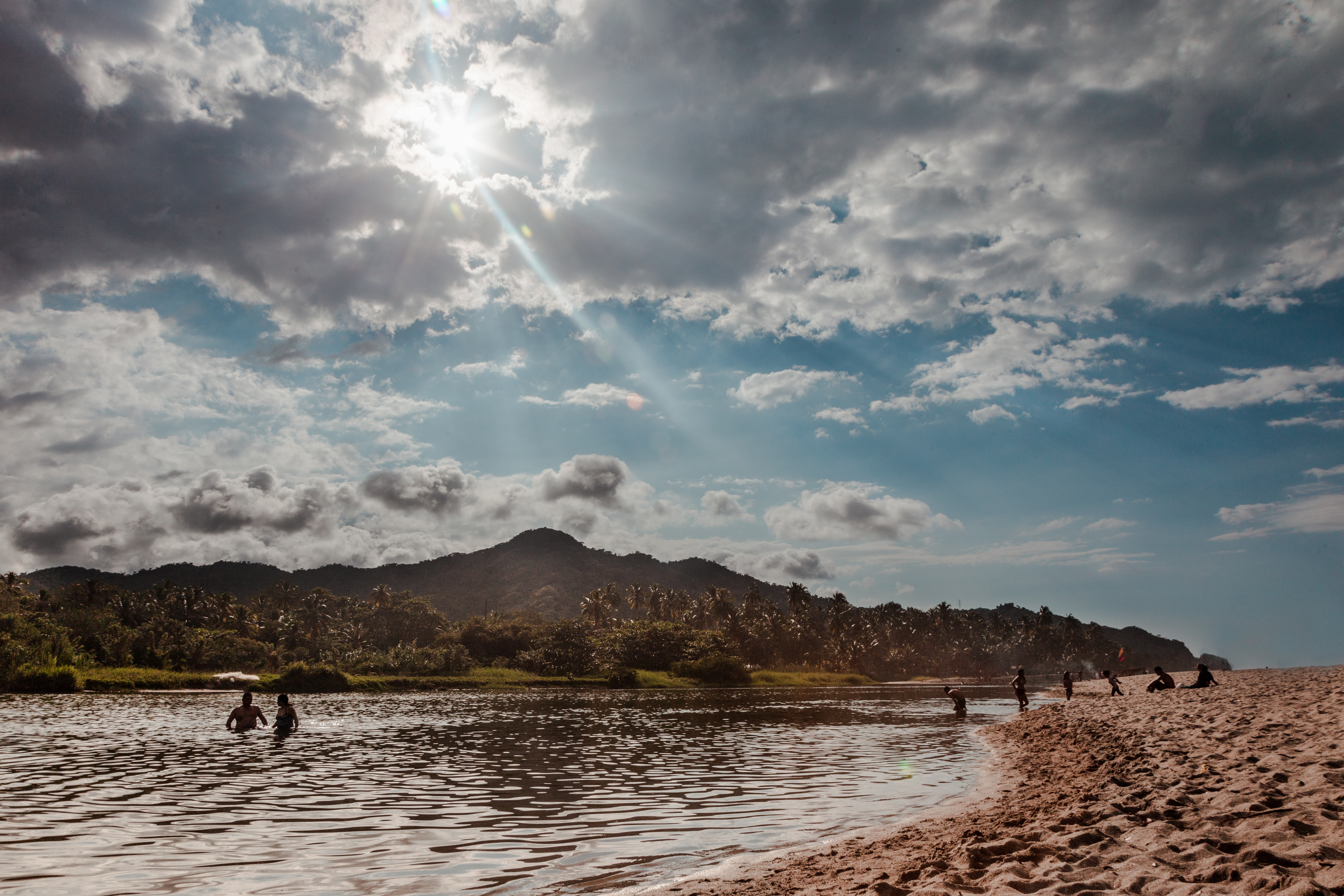
Plage de Palomino, Colombie. Naty Botero y vit, près de la Sierra Nevada de Santa Marta, située sur les rives de la mer des Caraïbes colombienne.

### 2017: Gardienne de la Sierra Nevada de Santa Marta
À son initiative, le 10 février 2017, avec les enfants et les indigènes du bassin de Palomino dans la Sierra Nevada de Santa Marta, une plantation de plus de 1 000 arbres a été réalisée pour reboiser cette terre. Cette activité visait à sensibiliser, éduquer et continuer à aider à construire une communauté dans ce lieu sacré pour les indigènes Koguis, Arawaks et Wiwas des montagnes,.
La plantation a été réalisée sur une période de 3 jours, synchronisée pour planter à partir de la ville de Palomino à La Guajira, jusqu'à atteindre le centre éducatif Seivyaca, une école indigène qui est atteinte après 1 heure de marche depuis la ville de Palomino et à laquelle, Naty, avec sa fondation Coraje, fait des dons de livres et des séances dentaires pour les enfants étudiants.
Naty Botero a enregistré son quatrième album studio entre les États-Unis et la Colombie.

### 2018 - 2020:InDios / InLoveet20/20 Collage
Le quatrième album de Naty Botero est sorti en 2018, avec le premier single intitulé 11/11, sorti fin 2017, avec beaucoup plus de rythmes et mêlés de cumbia et de pop,. Le deuxième single : Cucurucumbia et une partie de son court métrage InDios sont sortis en première partie de ce double album qui contient 17 chansons et est sorti en mai 2018. Diferente, le premier morceau de l'album, est sorti plus tôt cette année en tant que single promotionnel. En avril, Naty a sorti le troisième single officiel, la chanson Lloré de felicidad, avec le chanteur Charles King. En plus de cette chanson, l'album présentait la collaboration de Cata Pirata dans la chanson Rompe, qui est sortie en tant que quatrième single. D'autres singles tels que Se va et Vas como río ont été publiés en 2019,.
Fin 2019, Naty a sorti la chanson Comelo, avec le chanteur Bemba Colora, une chanson qui a servi de premier single de son double album intitulé 20/20 Collage: Remixes and B Sides.,.

### 2021 - 2022: Projet, incluantTengo Fe,Puro AmoretDespedida
En 2021 et dans le cadre de son nouveau projet, elle publie la chanson Tengo Fe, qui s'inspire des sentiments de Botero d'être une femme forte mais en même temps douce. Le but de cette chanson est de transmettre un message d'amour, laissant la haine de côté et changeant le doute pour la foi. Le développement de cette nouvelle œuvre musicale a eu lieu à Palomino, département de La Guajira, lieu de résidence de Botero depuis plusieurs années et où elle vit avec sa famille.
En 2022, dans le cadre du même projet musical, Naty a publié une nouvelle chanson intitulée Puro Amor, dans laquelle elle a utilisé des rythmes de merengue dominicain pour exprimer son amour pour son partenaire, mais souhaitant également exprimer un sentiment d'amour-propre pendant cette étape de sa vie personnelle et de sa carrière musicale. La vidéo de cette chanson a également été tournée dans la ville de Palomino, sur la côte caraïbe colombienne,.
En juillet 2022, Naty présente le single Despedida, réalisé en collaboration avec le chanteur colombien Andrés Cabas. La vidéo de cette chanson romantique a été filmée dans le département de La Guajira et dans la Sierra Nevada de Santa Marta.

## Discographie
| An   | Album           | Label             |
| ---- | --------------- | ----------------- |
| 2006 | Naty Botero     | Sony Music México |
| 2010 | Adicta          | EMI Music         |
| 2013 | Coraje          | Naty Botero Music |
| 2016 | Mi Esencia      | Sony Music        |
| 2018 | InDios / InLove | Naty Botero Music |
| 2020 | 20/20 Collage   | Naty Botero Music |

## Filmographie
- Little Death (2003) - court métrage
- Por amor a Gloria (2005) - feuilleton mélo
- Another Gay Movie (2006) - musique de film
- Esto huele mal (2007) - film
- La pista (2013) - concours de télévision
- Baila Fanta (2014) - concours de télévision
- Barena Karaoke Nights (2016) - concours de télévision
- InDios (2018) - court métrage